# Taku Ushinohama
Taku Ushinohama (født 14. juli 1992) er en japansk fodboldspiller, som spiller for den japanske fodboldklub Kagoshima United FC.